# آلن پریچارد
آلن پریچارد (انگلیسی: Alan Pritchard؛ زادهٔ ۲۴ اوت ۱۹۴۳) بازیکن فوتبال اهل بریتانیا است.